# Auteuil (Yvelines)
Auteuil is een gemeente in het Franse departement Yvelines (regio Île-de-France) en telt 864 inwoners (1999). De plaats maakt deel uit van het arrondissement Rambouillet.

## Geografie
De oppervlakte van Auteuil bedraagt 4,4 km², de bevolkingsdichtheid is 196,4 inwoners per km².
De onderstaande kaart toont de ligging van Auteuil (Yvelines) met de belangrijkste infrastructuur en aangrenzende gemeenten.

## Demografie
Onderstaande figuur toont het verloop van het inwonertal (bron: INSEE-tellingen).